# Mouviz
Mouviz est un label de diffusion et de mise en avant des courts-métrages, clips musicaux et webséries.
Le label Mouviz, dont l'origine est le site internet Mouviz.com, répond à un double besoin : celui de rendre accessible le court-métrage au public et celui de montrer ces œuvres cinématographiques talentueuses.

## Historique
Créé en 2000 par Jérôme Poulain et Yvonnick Bouyer, le site internet Mouviz.com fut l'un des premiers sites Internet à diffuser de la vidéo gratuitement, en vidéo à la demande et un des rares sites internet communautaires à encore exister sur le court-métrage. Le site Mouviz.com diffuse aujourd'hui des centaines de courts-métrages francophones et relaie l'actualité du cinéma court.
Lorsque les films sont appréciés, Mouviz les édite en DVD, avec l'aide du Centre national de la cinématographie.
Il existe aujourd'hui trois collections disponibles à la fois sur le site internet Mouviz.com, les magasins Fnac, Virgin en médiathèque :
- Mouviz DVD compilant les meilleurs courts-métrages de chaque année ;
- Histoires... apportant une vision plus thématique du court-métrage ;
- 5 Contes pour Enfants destiné à un public jeune.

Mouviz récompense également les meilleurs courts-métrages en compétition avec le « Prix Mouviz » et au travers de nombreuses diffusions à l'occasion du Mouviz Festival. En 2007, le Prix Mouviz a été remporté par le court-métrage Demain la veille. La dernière édition, le Mouviz Festival 2009 organisé au cinéma Gaumont à Nantes, a notamment récompensé du Prix Mouviz le court Manon sur le Bitume et du Prix du Public le court-métrage Fais comme chez toi.

## Valeurs
Le Label Mouviz œuvre pour le court-métrage, ses talents émergents ainsi que le cinéma indépendant et la création artistique à travers les objectifs suivants: 
- Aider le court-métrage et ses intervenants
- Diffuser, faire découvrir et Promouvoir le court-métrage
- Révéler les nouveaux talents
- Développer l'économie du court-métrage
- Participer à l'éducation à l'image...

## Plateformes de diffusion du Réseau Mouviz

### Site web Mouviz.com
Le site, aujourd'hui ferméutilise la technologie Flash pour diffuser son contenu en streaming.
Il dispose d'un moteur d'upload développé en interne et diffuse directement ses films depuis ses serveurs.
Mouviz gère pour chaque film les paramètres de qualité audio et vidéo et conserve l'aspect stéréophonique de la bande son des films.
Le site dispose d'un moteur de recherche interne. Les recherches s'effectuent en tapant des mots-clés. Les internautes peuvent également laisser leur impression sur les vidéos, grâce à un système de postage de commentaires et donner une note pour chaque vidéo.
Le site propose enfin des interviews de réalisateurs et producteurs ayant participé sur des courts-métrages, et éditorialise des articles sur l'actualité du court-métrage.

### Applications mobiles
Mouviz est déclinée en applications pour smartphone, disponibles depuis le 5 avril 2011 sur AppStore pour iPod Touch, iPhone et iPad.

## Ligne éditoriale
La sélection des films est établie par l'équipe Mouviz. Sont favorisés les films créés par des talents émergents du cinéma et les films conçus pour un large public
Différentes catégories sont proposées sur le site internet:
- Animation
- Classique
- Comédie
- Comédie Dramatique
- Expérimental
- Écoles
- Fantastique
- Gay et Lesbien
- Horreur
- Musique
- Romance
- Sciences Fictions
- Suspense
- Parodies
- Webseriz

## Diffusion des films en INDES et VOD
La diffusion INDES propose les films gratuitement à tous et permet notamment d’obtenir une large visibilité et de nombreuses indications statistiques concernant l’audience de celui-ci (nombre de vues, nombre de votes, commentaires).
La diffusion VOD (Vidéo à la Demande) met en avant un système payant afin de rémunérer l’équipe des films. Il contraint le film à être diffusé exclusivement de manière payante sur toutes plates-formes de diffusion sur internet. Le film doit être validé au préalable par l’équipe Mouviz qui détermine si oui ou non le film est en accord avec la ligne éditoriale VOD.
Afin de mettre en ligne votre court-métrage, clip ou websérie et quel que soit le mode de diffusion souhaité, il est nécessaire d'enregistrer les caractéristiques de chaque vidéo sur le serveur du site.
Cet enregistrement fonctionne sur 4 étapes :
- Validation des données personnelles de l'utilisateur
- Choix du mode de diffusion : il faut choisir une diffusion en INDES (gratuite) ou en VOD (payante)
- Caractéristique de la vidéo : il faut y remplir la liste de tous les participants, ce qui apparaîtra ensuite dans la fiche de description de l’épisode.
- L’upload des films : l'équipe Mouviz favorise l’envoi de fichier.